# Prowincja Północna (Rwanda)
Prowincja Północna – jedna z pięciu prowincji Rwandy, powstałych 1 stycznia 2006. Została stworzona jako część rządowego programu decentralizacji mającego na celu reorganizację struktur administracyjnych kraju. 
Składa się z dawnych prefektur Ruhengeri i Byumba oraz północnej części Kigali Rural.
Jest podzielona na 5 dystryktów:
- Burera
- Byumba
- Gakenke
- Ruhengeri
- Rulindo